# Il falcone maltese
Il falcone maltese (in originale The Maltese Falcon), pubblicato anche come Il falco maltese, è un romanzo giallo hard boiled dello scrittore statunitense Dashiell Hammett. Pubblicato in cinque puntate sulle pagine della rivista Black Mask dal settembre 1929 al gennaio 1930, fu edito per la prima volta in volume unico sempre nel 1930 dalla casa editrice Knopf.
Dashiell Hammett è considerato il fondatore della "scuola dei duri", il poliziesco hardboiled americano caratterizzato da uno stile di scrittura asciutto, da personaggi cinici e da trame complesse al limite del razionale. Perfetto esempio è proprio Il falcone maltese, che vede l'esordio di Sam Spade, detective privato amato da generazioni di lettori nonché probabile alter ego dell'autore.

## Personaggi
- Samuel Spade soprannominato Sam: investigatore privato
- Miles Archer: socio di Sam Spade
- Iva Archer: moglie di Miles
- Effie Perine: segretaria di Sam Spade
- Wonderly: cliente di Sam Spade
- Corinne: sorella minore di Wonderly
- Floyd Thursby: uomo che è fuggito con Corinne
- Dundy: tenente di polizia
- Tom Polhaus: sergente di polizia e amico di Sam
- Joel Cairo: intermediario
- Casper Gutman: esperto ed acquirente di reliquie
- Rhea Gutman: figlia di Casper Gutman
- Wilmer Cook: giovane tirapiedi di Casper Gutman

## Trama
Una mattina si presenta nell'ufficio dell'investigatore privato Sam Spade, a San Francisco, una giovane donna. Dice di chiamarsi Wonderly e di avere un grosso problema. La ragazza è davvero una meraviglia, almeno secondo il parere di Effie Perine, la segretaria di Sam Spade. Miss Wonderly ha 22 anni, è alta, magra ma non troppo, un bel seno, gambe e braccia lunghe e sottili.
Il motivo che ha spinto miss Wonderly ad andare da Sam Spade è che sua sorella minore, Corinne, è fuggita con Floyd Thursby. Tra due settimane i genitori delle due ragazze torneranno da una gita in Europa, per cui il tempo di ritrovarla non è poi molto. Sembra un caso abbastanza semplice, visto che miss Wonderly è riuscita ad avere un appuntamento direttamente con Floyd Thursby.
Poco dopo le due di notte, Sam Spade riceve una telefonata: il sergente Polhaus lo informa che il suo socio Miles Archer è stato ucciso da un colpo di pistola al cuore. Miles si era incaricato di seguire Floyd per scoprire tutto il possibile su di lui. Poche ore dopo viene ritrovato anche il cadavere di Floyd Thursby. Per questo secondo omicidio la polizia sospetta lo stesso Sam Spade, visto che il detective non ha un alibi per l'ora dell'omicidio e che potrebbe aver ucciso Thursby per vendetta, ipotizzando che sia stato Floyd ad uccidere Miles Archer.
Il giorno dopo Iva, vedova di Miles, si presenta nell'ufficio di Sam e lo accusa di essere responsabile della morte di Miles con il preciso scopo di sposarla. Nel passato tra Sam e Iva c'è stato del tenero ed anche ora lei si sente fortemente attratta da Sam. Poco dopo la signorina Wonderly si mette in contatto con Sam e quando i due si incontrano lei gli dice che il suo vero nome è Brigid O'Shaughnessy e che quasi tutto quello che gli ha raccontato il giorno prima è una frottola. Nonostante le menzogne, Brigid ha un disperato bisogno di aiuto da parte da Sam.
Quella sera stessa si presenta nell'ufficio di Spade un greco del Levante, tale Joel Cairo. Dopo i convenevoli, il signor Cairo chiede l'aiuto di Sam per recuperare una statuetta che riproduce un uccello, offrendo 5000 dollari per questo lavoro. In realtà Cairo sospetta che Sam sia già in possesso della statuetta, perciò estrae una pistola e minaccia l'investigatore in modo da poter perquisire Sam ed il suo ufficio. Quando Cairo si avvicina per perquisirlo, Spade lo colpisce duro facendogli perdere i sensi, e così Sam ha modo di verificare tutto ciò che porta addosso il levantino.
Quella sera stessa, nonostante questa piccola scazzottata Sam riesce ad organizzare un incontro a tre a casa sua, invitando Joel Cairo e Brigid O'Shaughnessy. Da questo incontro emerge che Joel Cairo è disposto a pagare cinquemila dollari per una statuetta raffigurante un falco e che Brigid O'Shaughnessy non lo ha con sé, ma sa dove e come procurarselo. Brigid dice anche che quello che è successo a Floyd è da addebitarsi ad un misterioso uomo di nome Casper Gutman.
La serata prosegue finché il tenente Dundy e il sergente Tom Polhaus della polizia suonano alla porta di Sam. Mentre Sam parla con i due poliziotti, nel suo salotto scoppia il trambusto: Joel e Brigid si sono azzuffati. Per evitare di raccontare tutta la verità alla polizia Sam racconta una grande bugia rinforzata dalle affermazioni degli altri presenti. Intanto Iva continua a fare una corte serrata a Sam Spade.
Il giorno successivo Spade riesce a vedersi con Casper Gutman che gli racconta una storia molto interessante sulle origini della statuetta rappresentante un falco. Questa storia inizia nel sedicesimo secolo e finisce diciassette anni prima del presente, con un furto eseguito da un ladro sprovveduto. Sempre grazie a Casper, Sam scopre che il valore della statuetta è nettamente superiore ai cinquemila dollari offerti da Joel Cairo e si avvicina ai due milioni di dollari. Scopre anche che il falco è d'oro ed è tempestato di pietre preziose, per passare inosservato è stato ricoperto da una patina di colore nero.
Grazie all'aiuto del poliziotto dell'albergo "Belvedere", Sam riesce ad entrare nella camera occupata da Joel Cairo, mentre questi è fuori, e nell'ispezione che Sam esegue trova un indizio che porta ad una nave di nome "La Paloma". Intanto la sua segretaria, Effie Perine, su consiglio di Sam Spade, ha parlato con un suo cugino che insegna storia per capire se il racconto che gli ha fatto il signor Casper può avere un fondamento di verità. Il responso è chiaro, quella storia, nonostante sia molto strana, è verosimile e può essere vera.
Mentre questa indagine prosegue, anche altri hanno bisogno delle capacità investigative di Sam, finché uno sconosciuto si presenta nell'ufficio di Sam Spade e dopo aver aperto la porta crolla in una pozza di sangue, morto. Con sé ha un pacco al cui interno vi è la ricercatissima statuetta, alta trenta centimetri, raffigurante un falco. Il terzo cadavere è quello del capitano Jacobi della nave "La Paloma".
Sam prima di uscire dal suo ufficio dice alla sua segretaria di avvertire la polizia, ma di tacere sul particolare del pacco, "Digli come è andata, ma non che aveva un pacco con sé". Dopo esser uscito, Sam Spade nasconde la statuetta in un luogo sicuro poi si dirige velocemente all'Alexandria Hotel. Lì conosce Rhea Gutman che gli suggerisce dove trovare Brigid O'Shaughnessy. L'informazione non è attendibile, ma al suo rientro a casa, a notte fonda, Sam trova Brigid O'Shaughnessy davanti all'ingresso del suo appartamento che gli chiede se può entrare.
Entrato in casa Sam ha una nuova sorpresa. Ad aspettarlo dentro l'appartamento trova Joel Cairo, Casper Gutman e il suo tirapiedi Wilmer. Ora, nel salotto da Sam Spade, ci sono tutti i personaggi, rimasti vivi, di questa intricata storia. Casper Gutman estrae diecimila dollari e chiede in cambio la statuetta. Si giustifica, per la differenza di prezzo rispetto alla precedente conversazione, con il fatto che ora la "torta" ha più commensali di prima e le fette sono, ovviamente, più piccole.
Sam Spade espone anche un altro piccolo problema. C'è la necessità che qualcuno si accolli tutta la colpa dei due cadaveri, quello di Floyd e quello del capitano Jacobi. Per l'uccisione di Miles Archer si può anche incolpare Floyd Thursby. Su questo insignificante problema ci sono alcuni disaccordi, ma poi tutto viene "risolto" dopo una buona scazzottata. Viene stabilito che sarà Wilmer l'agnello sacrificale.
Mentre aspettano che passi la nottata, Sam si fa raccontare da Gutman tutta la storia di questo intricato caso. Alle sette di mattina Sam chiama a casa la sua segretaria Effie e le chiede di portargli il pacco che ha nascosto. Una volta che il pacco arriva a casa di Sam, viene scartato e si accorgono che è un clamoroso falso. Nel trambusto che si genera Wilmer Cook riesce ad uscire di casa, gli altri non hanno più nessun interesse a rimanere ed escono.
Poco dopo Sam chiama il suo amico Tom e gli racconta in poche parole quello che è successo. Poi si intrattiene a parlare con Brigid e si fa spiegare tutto quello che ancora manca alla storia. Dopo poco Dundy e Tom si presentano a casa di Sam e gli comunicano di aver arrestato tutti i personaggi di questa storia. Gli comunicano che c'è anche un nuovo cadavere, quello di Casper. Sam consegna tre pistole alla polizia e anche Brigid O'Shaughnessy, nonostante ne sia innamorato, visto che è colpevole di aver ucciso Miles Archer.

## Edizioni italiane
- in Il romanzo mensile. Il falcone maltese e quattro novelle, aprile 1936
- Il falcone maltese, trad. Marcella Hannau
  - Milano: Longanesi («I gialli proibiti» 8), 1953
  - in Tutto Dashiell Hammett, Prefazione di Mario Monti, Milano: Longanesi («I marmi» 31), 1962
  - Milano: Longanesi («I libri pocket» 111), 1967 (con prefazione di Mario Monti)
  - Milano: Longanesi («I super pocket» 72), 1970
  - Milano: Club degli editori («I gialli celebri» 3), 1972
  - Milano: Longanesi («Piccola biblioteca» 25), 1980
  - Milano: Mondadori («Oscar gialli» 119), 1981
  - Milano: Mondadori («Oscar» 1748), 1984 (con introduzione di Diego Zandel)
- Il falco maltese, trad. Attilio Veraldi
  - Parma: Guanda («Narratori della Fenice»), 1991 (con introduzione di Irene Bignardi) ISBN 88-7746-560-3
  - Roma: Biblioteca di Repubblica («Le strade del giallo» 36), 2005
  - in Romanzi e racconti, Milano: Mondadori («Meridiani»), 2004 (con introduzioni di Roberto Barbolini e Franco Minganti) ISBN 88-04-49965-6
  - Milano: Mondadori («Oscar gialli»), 2009 ISBN 978-88-04-59140-5

## Opere derivate
Nel 1941 la Warner Bros. visto il successo dei romanzi di Hammett decide di riprendere il tema di Il falcone maltese realizzando un adattamento omonimo per il grande schermo intitolato Il mistero del falco. La regia venne affidata a John Huston mentre la parte del protagonista fu assegnata a Humphrey Bogart. Il film ricevette tre nomination al premio Oscar e divenne un cult movie del cinema noir.